# Ахмед Осман
Ахмед Осман (араб. أحمد عصمان; нар. 3 січня 1930, Уджда) — прем'єр-міністр Марокко з 2 листопада 1972 по 22 березня 1979. Був одружений з принцесою Марокко Лалла Нузжа (Princess Lalla Nuzha of Morocco). Засновник Національного об'єднання незалежних.
Генеральний секретар міністерства національної оборони (1959—1961), посол у Федеративній Республіці Німеччини (1961—1962) та США, Канаді та Мексиці (1967—1972), заступник міністра гірничодобувної промисловості та промисловості (1962—1964), президент Марокканської генеральної навігаційної компанії (1964—1967), прем'єр-міністр (1972—1979), президент Національного об'єднання незалежних з 1977, голова Палати представників (1984—1992). Перший голова Спілки арабського Магрибу.

## Біографія
Народився 3 січня 1930 року, в Уджді, Марокко. Освіту здобув у Королівському коледжі. Подальшу освіту здобув в Університеті Бордо. У 1964 році одружився з принцесою Лаллі Нузжа, сестрою короля Хасана II.